# Melaloncha flava
Melaloncha flava är en tvåvingeart som beskrevs av Borgmeier 1959. Melaloncha flava ingår i släktet Melaloncha och familjen puckelflugor. Inga underarter finns listade i Catalogue of Life.